# كير سميث (لاعب كرة قدم)
كير سميث (مواليد 12 ديسمبر 2004) هو لاعب كرة قدم إسكتلندي يلعب كمدافع في نادي أستون فيلا.